# DragonFly BSD
DragonFly BSD is een besturingssysteem voor diverse computerplatformen. Het is een fork van FreeBSD.

## Geschiedenis
Omdat voormalig FreeBSD- en Amiga-ontwikkelaar Matthew Dillon het niet eens was met de ingeslagen koers voor versie vijf, besloot hij in 2003 om samen met anderen zelfstandig verder te gaan. Ze gebruikten versie 4.x van FreeBSD als basis voor de ontwikkeling voor DragonFly BSD.
De voornaamste reden voor de afsplitsing was dat Dillon dacht dat de thread- en SMP-technieken in versie vijf van FreeBSD niet efficiënt genoeg waren en dat dit zou resulteren in lagere systeemprestaties. In eerste instantie probeerde hij zelf de voorziene problemen in FreeBSD op te lossen, maar dat leidde tot conflicten met andere ontwikkelaars. Hierdoor werd zijn recht om direct het codearchief te bewerken ingetrokken. Ondanks dit conflict werken beide partijen nu nog steeds samen om problemen op te lossen in de gemeenschappelijke code en worden algemene verbeteringen uitgewisseld.

## Versiegeschiedenis
In versie 1.4 werd het pkgsrc, het pakketbeheersysteem uit NetBSD, het officiële standaard pakketbeheersysteem.
Versie 1.8 introduceerde de virtuele kernel.
In versie 1.12 werd de eerste versie van DragonFly Mail Agent geïntroduceerd in de base-installatie, om in de toekomst Sendmail te vervangen. Ook werd de ondersteuning voor de Intel 386-processor officieel gestaakt.
Sinds versie 2.2.0 is het bestandssysteem HAMMER stabiel genoeg voor productiedoeleinden. HAMMER is speciaal gemaakt voor grote partities. HAMMER is een concurrent voor ZFS van Sun.
DragonFly BSD 3.8.0 verscheen op 4 juni 2014. De USB-ondersteuning wordt verzorgd door USB4BSD, waardoor meer USB-apparaten ondersteund worden (ook USB 3.0-apparaten). Daarnaast zijn er ook foutoplossingen en stabiliteitsverbeteringen voor grafische drivers. De volgende versie (in ontwikkeling als versie 3.9) zal wellicht niet meer verkrijgbaar zijn als 32 bituitgave. HAMMER2 is beschikbaar, maar niet geschikt voor algemeen gebruik.